# Samotorica
Samotorica este o localitate din comuna Horjul, Slovenia, cu o populație de 69 de locuitori.